# 1691

## Родени
- Филип Милър, шотландски ботаник

## Починали
- ? – Сюлейман II, Султан на Османската империя
- 15 ноември – Алберт Кейп, холандски художник
- Княгиня Маргарита Оскариотска, Мощна владетелка на Руска имепия